# Maaike de Waard
Maaike de Waard (Vlaardingen, 11 ottobre 1996) è una nuotatrice olandese.

## Palmarès
- Mondiali in vasca corta

Windsor 2016: argento nella 4x50m sl e nella 4x50m sl mista; bronzo nella 4x100m sl.
Hangzhou 2018: argento nella 4x50m sl, nella 4x100m sl e nella 4x50m misti mista; bronzo nella 4x50m misti.
Abu Dhabi 2021: bronzo nella 4x50m misti e nella 4x50m sl.
Melbourne 2022: oro nella 4x50m sl e nella 4x50m sl mista.
- Europei

Budapest 2020: bronzo nei 50m dorso.
Roma 2022: bronzo nei 50m dorso, nei 50m farfalla e nella 4x100m misti.
- Europei in vasca corta

Copenaghen 2017: bronzo nei 50m dorso e nei 50m farfalla.
Kazan' 2021: oro nella 4x50m sl mista e nella 4x50m misti mista; argento nei 100m dorso, nei 50m farfalla e nella 4x50m sl; bronzo nei 50m dorso.
- Giochi olimpici giovanili

Nanchino 2014: oro nei 50m dorso.